# Rhytiphora decipiens
Rhytiphora decipiens är en skalbaggsart som först beskrevs av Francis Polkinghorne Pascoe 1863.  Rhytiphora decipiens ingår i släktet Rhytiphora och familjen långhorningar. Inga underarter finns listade i Catalogue of Life.